# Rete degli Studenti medi
La Rete degli Studenti medi (en français, « Réseau des étudiants du secondaire ») est une association étudiante italienne à vocation syndicale fondée le 4 octobre 2008 à Frascati et destinée aux élèves de l'enseignement secondaire. À ce jour c'est l'une des associations étudiantes les plus représentatives du pays en nombre de membres et en nombre de bases confédérales.
L'organisation collabore au niveau national avec l'Unione degli universitari et partage avec lui un pacte de travail avec la CGIL hérité du ReDS, et précédemment de l'Unione degli studenti (jusqu'à la suspension par la CGIL en 2006).

## Histoire

### Avant l'organisation
Dès le début des années 2000, notamment depuis la signature du pacte de travail entre le syndicat des étudiants et la CGIL en 2002, des clivages clairs sont apparus au sein du syndicat unitaire d'alors l'Unione degli studenti : une majorité est apparue, plus liée au mouvementisme, amèrement critique de la Sinistra Giovanile (Gauche des Jeunes) et sceptique vis-à-vis de la CGIL, et d'une minorité, plus étroitement liée à cette dernière et partisans d'une collaboration entre les deux partis. Les divisions internes se sont aggravées par rapport à l'Unione degli universitari, où les relations de pouvoir internes étaient opposées : une majorité qui espérait une collaboration avec les démocrates de gauche et une minorité fortement mouvementiste, hostile à tout dialogue avec la Sinistra Giovanile et méfiante de CGIL .
À l'automne 2005, l'Unione degli universitari (UDU) et l'Unione degli studenti (UDS) ont entamé un parcours constitutif visant à la naissance du Rete Studentesca (réseau d'étudiants), une nouvelle organisation confédéral et unitaire qui avait l'ambition de systématiser les demandes des étudiants et des universités sans toutefois dissoudre les associations professionnelles individuelles. Les frictions entre UDU et UDS ont augmenté à la suite de divisions dans la gestion des mobilisations d'automne, jusqu'à la fin de l'activité UDU au sein de la Commission constituante du Réseau étudiant en mai 2006. À la suite de cette décision, une partie de l'UDU a décidé avec la majorité de l'UDS de poursuivre le chemin de manière indépendante. À la suite de cela et sous l'impulsion de l'UDU, la CGIL a mis fin à toutes les relations entre le Syndicat des travailleurs et l'UDS. En octobre de la même année, l'UDU a également voté pour rompre formellement les relations entre elle et l'UDS.
Au début de 2007, la minorité UDS a repris ses relations avec la CGIL et a formé une association indépendante au nom de Rete degli Studenti (ReDS). Fin 2007 et début 2008, des tentatives de recomposition des deux associations étudiantes ont échoué.

### Naissance du réseau
À la suite des tentatives infructueuses d'unification des deux associations, ReDS a organisé le "Student Free Camp", un moment associatif qui s'est tenu à Salto di Fondi à l'été 2008 en collaboration avec d'autres organisations étudiantes. Le Réseau est donc né comme une association non partisane de la fusion de trois sujets politiques différents qui se sont établis dans la réalité étudiante du milieu des années 2000 : 
- Réseau étudiant (ReDS) né en 2007 d'une scission de Unione degli studenti (UdS);
- Idee Studentesche In Movimento (ISIM) fondé par certains territoires qui se sont échappés de l'UdS à la suite de tentatives infructueuses de réconciliation avec le ReDS;
- Studenti di Sinistra, l'organisation étudiante faisant référence au parti démocrate de gauche avant sa fusion avec le parti démocrate .

Avec l'Union des étudiants universitaires, le Réseau a participé, en 2008, aux mobilisations du mouvement Onda .
En 2014, l'UdU et CGIL ont manifesté contre la loi sur l'emploi et l' alternance école-travail , ; les manifestations se sont poursuivies également plus tard .
À partir de l'automne 2014, le réseau s'est mobilisé dans toute l'Italie contre la réforme de la « bonne école », en aidant à amener dix mille étudiants sur la place de Rome le 10 octobre et en continuant à se mobiliser tout au long du printemps 2015, reproduisant la place 5 octobre en collaboration avec la CGIL.
À l'automne 2018, le réseau lance la campagne Chi ha paura di cambiare? (en français, qui a peur de changer ? Nous non !) qui a pour thème principal le manque de dépenses d'éducation publique par les institutions. Avec l'Unione degli Studenti, c'est est l'un des deux membres italiens de l'OBESSU .
En 2019, le Réseau soutient les mobilisations du mouvement Fridays for Future, notamment les dates du 15 mars et du 24 mai  .
Au cours de l'automne 2019, la plupart des chefs-lieux de participent à la troisième grève scolaire mondiale pour le climat, notamment le 27 septembre. À Bologne, à Palerme et en particulier à Rome, le réseau contribue à la construction d'événements étudiants très populaires : ce n'est que dans la capitale qu'il y a deux cent mille étudiants sur la place.

## Structure
L'organisation, inspiré des fédérations syndicales, structure sa présence au niveau régional, provincial (base confédérale) et, dans les municipalités qui ne sont pas des capitales provinciales à forte population étudiante, au niveau local. L'association se dote de l'exécutif national pour coordonner le travail des structures territoriales et traiter les demandes et litiges au niveau national.
À ce jour, les structures régionales existantes sont: la Sicile, la Basilicate, la Sardaigne, le Latium, la Toscane, l'Ombrie, les Marches, l'Émilie-Romagne, la Vénétie, le Trentin-Haut-Adige et certaines bases provinciales dans d'autres régions.